# Pictoword
Pictoword — компьютерная игра в жанре «словесной головоломки». Разработана компанией Kooapps. 1 марта 2013 года была выпущена на платформе iOS, а 31 мая 2013 года — на платформе Android.

## Игровой процесс
В Pictoword игрок отгадывает слово по двум картинкам. Ответ получается с помощью сочетания английских слов. Например, если на картинках изображено ухо (англ. ear) и кольцо (англ. ring), ответом будет являться англ. earring — серьга. Иногда слова сочетаются менее строго, например, картинки о такси и о тесте (taxi и dough) подразумевают слово tuxedo (смокинг).

## Категории
В Pictoword представлено 14 категорий, которые можно разблокировать с помощью монет, заработанных в игре.
| Категория                   | Уровень сложности | Дата выхода          |
| --------------------------- | ----------------- | -------------------- |
| Классическая (по умолчанию) | Лёгкий            | 1 марта 2013 года    |
| Фильмы                      | Лёгкий            | 20 июня 2013 года    |
| ТВ-шоу                      | Лёгкий            | 20 июня 2013 года    |
| Бренды                      | Очень сложный     | 18 июля 2013 года    |
| Игры                        | Лёгкий            | 18 июля 2013 года    |
| Персонажи                   | Сложный           | 13 августа 2013 года |
| Знаменитости                | Сложный           | 11 ноября 2013 года  |
| Страны и города             | Сложный           | 11 ноября 2013 года  |
| Исторические деятели        | Лёгкий            | 11 ноября 2013 года  |
| Достопримечательности       | Сложный           | 11 ноября 2013 года  |
| Еда                         | Сложный           | 12 апреля 2015 года  |
| Животные                    | Сложный           | 24 ноября 2015 года  |
| Праздники                   | Лёгкий            | 10 декабря 2015 года |
| Политика США                | Средний           | 7 апреля 2016 года   |

## Отзывы
Pictoword набрала рейтинг 84 % в Appstime.

Благодаря большому количеству категорию и наличию уровней сложности Pictoword — отличная игра-головоломка. Она рассчитана на игроков любого возраста и для игры нужно всего лишь две картинки.
Оригинальный текст (англ.)With multiple categories and difficulty levels, Pictoword makes a perfect puzzle game for all age groups by just using two images.
— Appstime
Apps Thunder понравилась идея, а также интуитивно понятный интерфейс игры. Игра получила оценку 4.1/5. Gnome Escape отметили возможность выбрать категорию. По мнению Gnome Escape, Pictoword помогает мыслить и взглянуть на изображения по-новому.
В Get Android Stuff отнеслись к игре с меньшим энтузиазмом, здесь отметили, что игра довольно монотонная и скучная. Однако критикам понравилось то, что игра подходит для людей всех возрастов, а также то, что в неё легко играть.

## Награды
В 2016 году в рамках программы Mobile Star Awards игра Pictoword стала обладателем награды Shining Star Award в категории «Образовательная или обучающая игра» и награды Superstar Award в категории «Обучающая игра для детей». В 2016 году игра была удостоена награды Academic’s Choice Smart Media Award. В 2018 году игра была номинирована на премию «Лучшая образовательная игра» от ассоциации The Independent Game Developers' Association. Также игра была включена в список «приложений с терапевтическим эффектом для iPhone и iPad-устройств» австралийского университета Флиндерс.